# اندريا دي فالكو
اندريا دي فالكو (بالإيطالية: Andrea De Falco)‏ (19 يونيو 1986 بأنكونا في إيطاليا - ) هو لاعب كرة قدم إيطالي في مركز الوسط. شارك مع منتخب إيطاليا تحت 18 سنة لكرة القدم ومنتخب إيطاليا تحت 19 سنة لكرة القدم. أما مع النوادي، فقد لعب مع فيورنتينا وكييفو فيرونا ونادي أنكونا ونادي باري ونادي بيزا ونادي بيسكارا ونادي بينيفينتو ونادي ساسولو ونادي تارانتو 1927 ويوفي ستابيا.

## روابط خارجية
- اندريا دي فالكو على موقع قاعدة بيانات كرة القدم.إي يو (الإنجليزية)
- اندريا دي فالكو على موقع Soccerway.com (الإنجليزية)
- اندريا دي فالكو على موقع عالم كرة القدم.نت (الإنجليزية)